# Церковь Святого Иоанна Крестителя (Волпа)
Церковь Святого Иоанна Крестителя (бел. Касцёл Святога Яна Хрысціцеля) — католический храм в посёлке Волпа, Гродненская область, Белоруссия. Относится к мостовскому деканату Гродненского диоцеза. Памятник архитектуры в стиле деревянного зодчества с элементами барокко, построен в 1773 году. Храм включён в Государственный список историко-культурных ценностей Республики Беларусь.

## История
В 1474 году в Волпе основан католический приход и построен деревянный храм Иоанна Крестителя.
В 1773 году на месте прежнего был возведён новый, также деревянный, храм Иоанна Крестителя с резными алтарями. Главный алтарь первой половины XVII века был перенесён из старого костёла в новый (сохранился до наших дней). 10 марта 1773 года храм был освящён епископом Яном Косаковским. В 1889 году храм реставрировался.

## Архитектура

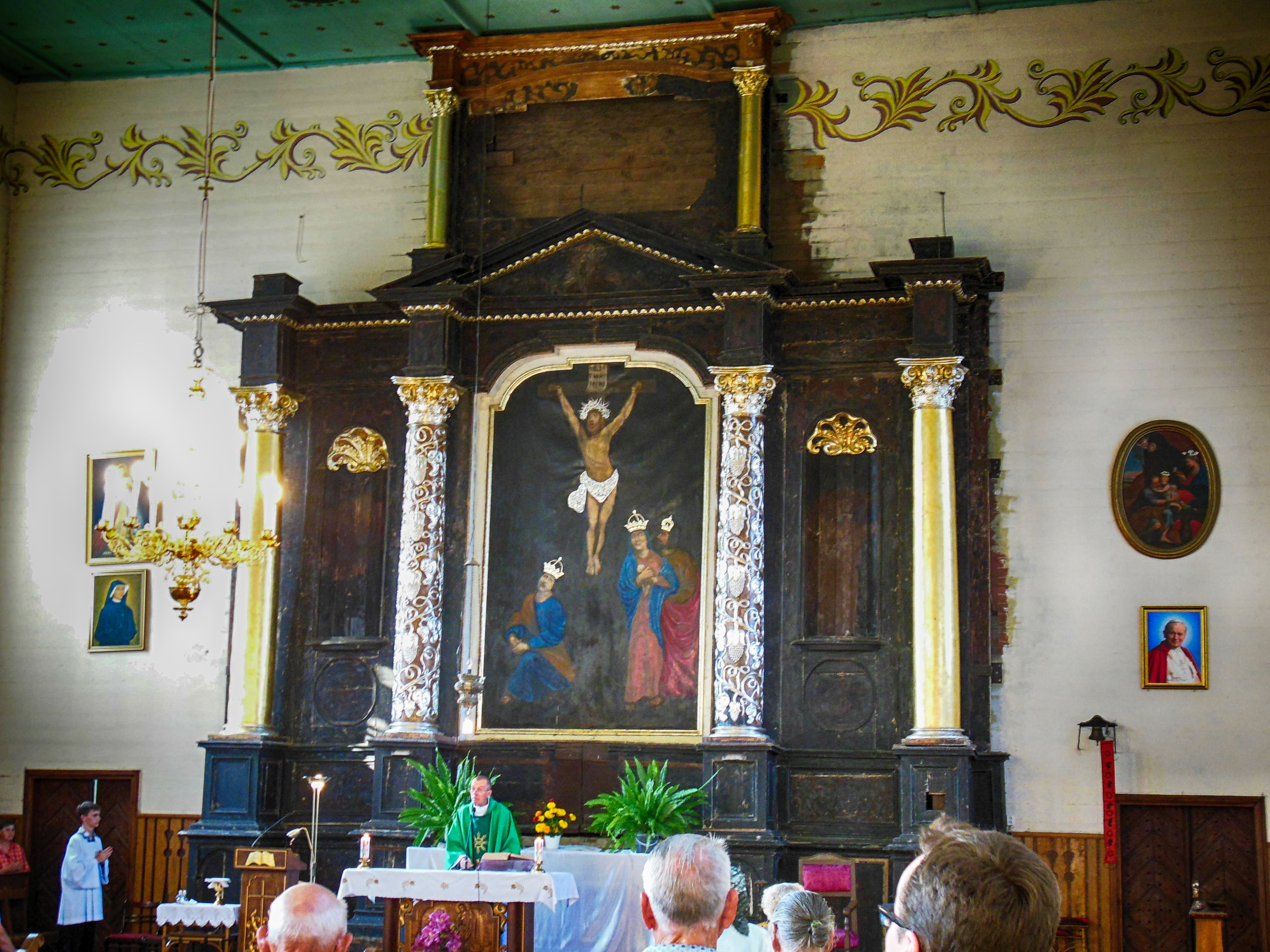
Алтарь

Храм имеет удлинённый однонефный объём с трансептом в средней части, образованным двумя пятигранными более низкими боковыми пристройками-часовнями. В конце алтарной части нефа выделены перегородками три ризницы, апсида у храма отсутствует. Главный фасад состоит из трёх частей: центральная часть в виде неглубокого ризалита завершена аттиком и треугольным фронтоном, боковые части образованы двумя двухъярусными башнями с низкими шатровыми крышами и фигурными шпилями над ними. В интерьере помимо главной достопримечательности храма — алтаря — выделяется образ XIX века «Вручение Розария Девой Марией св. Доминику».

## Алтарь
Деревянный резной алтарь первой половины XVII века старше самого храма на полтора века и сочетает в себе черты маньеризма и раннего барокко.
Алтарь имеет характерную для XVII века структуру трехосной арки с двухъярусной центральной частью.

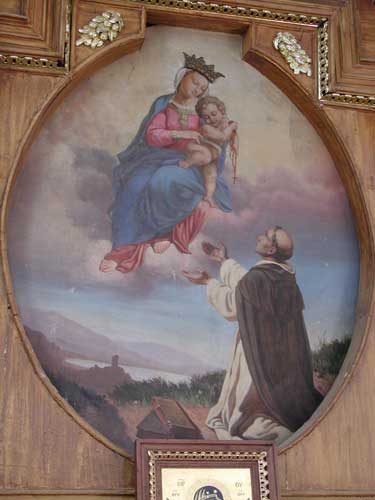
«Вручение Розария Девой Марией св. Доминику»

Нижний ярус разделен по вертикали четырьмя колоннами коринфского ордера на три части: в центре — икона «Распятие», в боковых — скульптуры святого Казимира и святого Иоанна Крестителя высотой более 2 м. Внешние колонны яруса позолоченные, внутренние украшены резьбой в виде стилизованной виноградной лозы. В тимпане фронтона первого яруса рельефное изображение Господа Саваофа на облаке. В верхнем ярусе находится образ «Благовещение», фланкированный позолоченными колоннами коринфского ордера.